# Isla Laut
La Isla Laut (en indonesio: Pulau Laut) es una isla en Indonesia en la costa sureste de Borneo; en Kalimantan del Sur. Durante el Sultanato Banjar fue llamada Laut-Pulo. Cuenta con un área aproximada de 2062 kilómetros², y cerca de 80.000 habitantes.
Esta eparada de Borneo por el Estrecho Laut, siendo la montaña principal en la isla el Monte Bamega. (Altitud de 725 m). Las principales actividades económicas son el cultivo de la pimienta, la explotación caucho y la pesca. La principal ciudad es Kota Baru.
Administrativamente, es parte la provincia meridional de Borneo, y parte del distrito de Kota Baru. Adicionalmente la isla se divide en seis distritos, a saber:
- Pulau Laut Utara, Kotabaru
- Pulau Laut Tengah, Kotabaru
- Pulau Laut Selatan, Kotabaru
- Pulau Laut Barat, Kotabaru
- Pulau Laut Timur, Kotabaru
- Pulau Laut Kepulauan, Kotabaru